# アイアンハンマー
アイアンハンマー（IRON HAMMER）は、タイトーのコンピューターゲーム『ダライアス』に登場する架空の宇宙戦艦。ここでは、それ以外の軟骨魚類モチーフのボスキャラクターも記載。

## 特徴
コードネームはシュモクザメ。サイドビュー状態では、シュモクザメの特徴であるT字型の頭部が判りづらい為に、やや斜め上から見た映像で表示される。
シュモクザメの特徴の頭部はニードル弾のランチャーが装備され、胸鰭の付け根に連装砲が設けられ、レーザーを連射してくる。尾の部分からはホーミングミサイルを発射する。
このホーミングミサイルを発射する尾鰭部分は、デザイン画では上下均等のようになっており、本当のサメの尾鰭のように、上が長く、下が短いという形状ではない。
ステージ６のP、Q、R、S、T、Uゾーンに登場し、カラーは順に青、赤、緑、紫、黒、黄という具合になっており、ゾーン数から、最もカラーバリエーションが多いボスとなっている。

## 能力
自機とY座標が合うと発射される頭部からのニードル弾と、砲台からのレーザーに加え、尾からのホーミングミサイルという具合に攻撃力は充実している。
弱点は全身で背鰭と胸鰭はパーツとなっており破壊可能。新バージョンからは特徴であるT字型頭部の部分にこちらのショットを弾く判定が追加されたため、貫通性質のないミサイルだとダメージを与えにくく、戦闘が長引きやすい。
攻撃方法自体はキーンベイオネットと同じだが、自機を誘導するホーミングミサイルの存在や、破壊可能な両胸鰭と背鰭を破壊しても、攻撃力は減退しないことから、より手強くなっている。
エキストラバージョンではニードル弾の速度の低下、砲台からのレーザーの速度の上昇、自機を認知するY座標の広範囲化とキーンベイオネットと同じ内容の調整が施されており、それ以前のバージョンと比べて手強い存在となっている。

## 登場作品

### スーパーダライアス
PCエンジン版に登場するが、アーケード版でボツになった他の戦艦が家庭用で増えたために、Sゾーンに設定カラーの青色のみが出現。
ちなみにHuカード版のダライアスプラスには登場していない。
攻撃自体は業務用と同じだが、ある程度砲撃を加えてきたら、体当たりしてくるという攻撃が追加されている。

### スーパーダライアスII
『ダライアスII』の家庭用移植版で、中ボスとして登場する。攻撃自体はⅠと変わらない。 

### ダライアス外伝
『ダライアス外伝』では、Jゾーン背景のみに出現する。

## 軟骨魚型戦艦
本艦以外のサメやエイといった軟骨魚モチーフの戦艦は、以下のものがある。

### ビッグラジャーンヌ（BIG RAJARNN）
アーケード版ではボツにされ、『スーパーダライアス』と『ダライアスプラス』に登場するトビエイモチーフのボス。『スーパーダライアスII』にも中ボスで登場。
両サイドの鰭からウェーブを撃ち、尾の先端からホーミングミサイルを撃つ。破壊可能なウェーブ砲台がそのまま弱点となっており、両方とも潰せば撃沈出来る。

### ガードサベージ（GUARD SAVAGE）
上に同じく、アーケード版ではボツにされたイタチザメモチーフのボスで、鰭からのホーミングミサイルと、顔全体から放つ衝撃波ビームに体当たりが武器。衝撃波は強力で、アームを付けていても一撃でやられる事がある。背鰭と胸鰭が破壊可能。
『スーパーダライアス』と『ダライアスプラス』に加え、ゲームボーイアドバンスの『ダライアスR』にも登場する。『スーパーダライアスII』にも中ボスで登場。

### リベンジシャーク（REVENGE SHARK）
『スーパーダライアスII』のゾーンD、Eに登場するジンベイザメ型のボス。
ジンベイザメらしく、同ゲームに登場するボス最大の約2画面に渡る体躯を持ち、全身の砲台から多くの弾を撃ち、艦載機のロロキンも飛ばしてくる。口は本物のジンベイザメに比べて小さい。

### ディメンジョンダイバー（DIMENSION DIVER）
『Gダライアス』のステージ3のゾーンεに登場するギンザメモデルの戦艦。
エリアIの色は銀色で、Jでは金色。”次元潜行者”の名に相応しく、異次元空間に「潜る」能力を持つ。その能力を生かし、通常空間の「水面」から半身だけをのり出しながら、拡散型フェザー弾、放物線軌道のエネルギー弾、サーチレーザー、投下型爆雷、スパイラルビーム、スプレイガンを撃ってくる。口からは5方向に破裂するフェザー弾機雷を吐く。
背鰭は破壊可能だが、破壊すると、レイワイパーという回転弾を多数飛ばしてくる。頭部から連装式βビームを撃つ。尾も破壊可能だが、背鰭と違い、壊しても再生する。

### デスウイング（DEATH WINGS）
Gダライアスのステージ４のゾーンθに登場するボスで、コードネームはオニイトマキエイ。
上Oの色は青紫で、下Pはモスグリーン。体上部の砲台から拡散型フェザー弾とホーミングレーザー、下部の鰓穴からホーミングミサイル、ヒレからはサーチレーザー、頭部先端からはスプレイガンと連装式βビームを撃つ。
口からはβビームを発射し、ソリドナイトを放出する。Pゾーンでは口からナパーム弾を吐く。更に、腹から自機を引き込もうとする重力を発生させてスパイラルビームも撃ってくる。
ヒレからは６つのアフターバーナーを噴出し、火炎攻撃も仕掛けてくる。

### エターナルトライアングル（ETERNAL TRIANGLE）
Gダライアスのゾーンκに登場するミツクリザメ型のボス。頭部・腹部･尾部の三つのパーツが変形合体して登場する。
ディメンジョンダイバーと同じく、上Sエリアは銀、下Tエリアは金という配色。
頭部先端からニードル弾、レーザー、フェザー弾、スプレイガン、エネルギー弾、βビームを発射する。目からはツインレーザー、背鰭からナパーム弾、腹部分からホーミングレーザーを撃つ。胸鰭からはβビームを連装式で放つ。
三つのパーツに再分離した時には、電磁ビームでパーツが引かれ合い、シルバーホークを三角スペースに押し込める攻撃方法を持つ。なお、分離時に撃破されると、再合体してから爆発する。

### ハイパージョー（HYPER JAW）
『ダライアスバースト アナザークロニクル』に登場する、エターナルトライアングルと同様ミツクリザメ（ゴブリンシャーク）型のボス。カラーリングは赤色。
第一形態では、胸鰭と背鰭の球形弾の他、ミツクリザメの特徴の突き出される口を伸ばしての攻撃をするが、一定ダメージを受けるとレイシリーズの自機を思わせるデザインの武装ユニットを召喚装備して攻撃、ロングレーザーや放物線レーザー、バーストビームを撃つという多彩な攻撃方法を持つ。第一形態の上下鰭と、鼻部分（ミツクリザメでいうロレンチニー器官部）が破壊可能。
同型戦艦として緑色のディザスタージョー(DISASTER JAW)、青色のヘビージョー（HEAVY JAW）、オレンジ色のアサルトジョー(ASSAULT JAW)、紫色のトライデントジョー(TRIDENT JAW)も登場する。これらのうちヘビージョーとアサルトジョーは第二形態から更にもう一段階追加の武装ユニットを召喚、装備し、トライデントジョーは登場した直後から全ての追加武装ユニットを召喚、装備する特徴を持つ。

### ライトニングフランベルジュ（LIGHTNING FLAMBERGE）
PSPソフトの『ダライアスバースト』の3面C、Dゾーンに登場するノコギリエイモデルのキャラクター。
本物のノコギリエイと違い、普段は吻部ははっきりしておらず、自機とX座標が合った時にのみ、先端部からチェーンソー型エネルギービームを撃つ。先端両脇からはレーザーを連射し、胸鰭からはニードル弾を発射。更に背鰭や腹部から爆弾を放出する。
先端部はバーストビーム発射口も兼ねている。艦首部分両脇レーザー砲台と、背鰭が破壊可能箇所。ミッションモードでのオリジンシルバーホークで対戦する場合、後述する曲がかかる。
『ダライアスバースト アナザークロニクル』には武装の異なる同型亜種として以下の2種が登場する。
ライトニングクロー(LIGHTNING CLAW)：フォールディングファンを髣髴とさせる背部を向いての水色のサンダーレーザーを放つ攻撃等、オリジナルよりも遙かに攻撃力が上がっている。
ライトニングプリズン(LIGHTNING PRISON)：大型レーザー砲を複数装備し、バーストビームを激しく上下に振り回したり、その名の通りレーザーの檻にシルバーホークを閉じ込めるような攻撃をする。

## 軟骨魚型キャラクター
『ダライアスII』では、ゾーンAで中ボスのファイアーキングフォスルに率いられるザコキャラで、ガードサベージの小型版であるファイアーシャークが登場。『ダライアスツイン』では、よく似たデザインの中ボス、ストレンジシャークが出てくる。
スーパーダライアスIIでは中ボスとして、Nゾーンには先端のノコギリで斜め上に天井に突進、突き刺さったまま天井を切り崩して攻撃するノコギリザメ型のバトルチェーンソー（BATTLE CHAINSAW）と、Wゾーンには腹の下にコバンザメ型の中ボスアインダートを抱え、口から速射弾と3方向弾、背びれからウェーブを発射して攻撃するホホジロザメ型のエーザム（EARZAM）が登場している。
Gダライアスの最終ゾーンλのエリアUと、οのエリアU’にはサメ型の大型ザコキャラのガッコースが登場。ゲームのザコキャラの中で最大の体躯で、下手なボス以上の巨体を誇る。

## その他
テーマ曲は「BOSS6」で、ゲームボーイ版『サーガイア』の2面のレッドクラブ戦で使用され、前述での『ダライアスバースト』のミッションモードでの、ライトニングフランベルジュにも使われている。
ダライアスの宣伝ポスターでは、ボツになったハイパースティングとミスティックパワーが出ているが、本艦もポスターに登場している。